# セサミストリート
『セサミストリート』（Sesame Street）は、アメリカ合衆国の非営利団体セサミワークショップが制作する子ども向けテレビ教育番組。1969年のNET（PBSの前身。）での放送開始以来、世界150以上の国と地域で放送・展開されている。この番組は文字と数字を学ぶことと情操教育が基本となっている。

## あらすじ
「セサミストリート」とは、番組の舞台となっているニューヨーク市マンハッタンにあるとされる架空の通りの名である。アラビアンナイト（千夜一夜物語）の『アリババと40人の盗賊』の中に出てくる呪文「開けゴマ（open sesame）」からきており、「宝物が隠されている洞窟が『開けゴマ』の呪文によって開いたように、この番組によって子どもたちに新しい世界や知識の扉をひらいてほしい」という願いが込められているとされる。この通りのテラスハウスに住む人間やマペットたちの話を中心に、さまざまな就学前教育を目的としたコーナーが放送される。

## マペット
番組が子どもたちに、親近感を持ってもらえるような工夫の一つに、番組のシンボルキャラクターであるビッグバードをはじめ、多くのマペット（操り人形）およびマペットキャラクターが登場しているのが挙げられる。この番組から生まれたマペットは、個性豊かなキャラクターで世界中の多くの子ども達に愛されている。番組に登場するマペットは、おもに人間型、動物型、モンスター型とがある。マペットの操演者（パペティア）は同時に声優も担当し、ときにはアドリブも繰り出すことがある。
マペットのデザインはジム・ヘンソンが手がけていた。なおマペットとは、「マリオネット」と「パペット」を組み合わせた、ヘンソンの造語である。マペットには2人以上の操演によって滑らかな動きをしているものがあるが、これはヘンソンが来日した際に鑑賞した文楽がヒントになっている。ヘンソンは生前、番組内でアーニー、カーミットなどの操演・声を担当していた。
その他、マペットが出演するテレビ番組にマペット放送局があり、劇場版もある。ヘンソンの作り出したマペット第一号であるカーミットは、どちらにも出演している。

## 登場するマペットと登場する人物
詳細は「セサミストリートに登場するマペット」「セサミストリートの登場人物」「セサミストリートに登場するアニメキャラクター」をそれぞれ参照。

## 評価
アメリカ本土での評価は高く、単なる子ども向けの教育番組にとどまらず、有名ミュージシャンが手がけた良質な音楽や、古い映画・テレビ番組のパロディなどもあるため、大人のファンも多い。カーペンターズの『シング』など、番組発のヒット曲も存在する。
アメリカのニールセン調べの全国視聴率調査によると、1969年11月には視聴率1.9%だったが1970年3月には3.9%まで上昇した。
教育試験サービス（ETS）の放送開始前後1年間の対比調査によると、1年間の能力伸び率は、本番組を全く視聴しなかった児童が9%に対し毎日視聴した児童は24%に達し、特に文字や数についての伸び率が大きかった。
1971年に、NHKが制定した教育番組の賞である第7回日本賞グランプリを受賞している。デイタイム・エミー賞も2009年までに122個受賞している。「最も人気のある子ども向け教育番組」としてギネスブックにも登録されている。
日本にも『テレビようちえん』（放送番組センター制作）、『ひらけ!ポンキッキ』、『パンポロリン』、『ブンブンバンバン』、『カリキュラマシーン』など、当番組に触発されたとされる子ども番組が複数存在する。
中国中央電視台（CCTV）やNHKの協力のもと、中国や日本の平安神宮などアジア各国でロケーション撮影を行った回もある。
ワンポイントで有名俳優・歌手が出ることがあり、それが一つのステータスにもなっている。
ジョー・ラポーゾ、ジョン・ストーン、ブルース・ハートが制作したテーマソング「セサミストリートのテーマ」（セサミストリートのうた）は1994年以後、日本の高等学校の音楽教科書に何度か掲載されている。

## 日本におけるキャラクター商品の販売・権利の管理等について
1989年にソニー・クリエイティブプロダクツが日本におけるライセンサーとなり、キャラクター商品の販売が開始されたが、NHK版の終了とともに権利を解消する。
2003年、アサツー ディ・ケイやウィーヴなど数社が、日本における商品化およびプロモーション事業のマスターライセンスを取得した。
2004年、アサツー ディ・ケイ、ウィーヴ、日本経済社、テレビ東京ブロードバンド、オデッセイコミュニケーションの5社が出資し、日本における『セサミストリート』の権利の管理などを行う企業「セサミストリート パートナーズ ジャパン」（SSPJ）を設立。同年、サンリオが日本での商品化におけるサブライセンスを取得し、キャラクター商品の企画を開始した。
2009年、2010年3月31日をもってSSPJが解散すると発表。
2021年7月1日、ソニー・クリエイティブプロダクツが日本における『セサミストリート』のライセンシングエージェント契約を締結したと発表された。同社が米国セサミワークショップと契約を締結するのは17年ぶりで、商品化や店頭販促でのキャラクターの使用のほか、将来的には、日本語吹き替え（2か国語放送）も含む日本オリジナル版を再度作るために、地上波放送や有料配信、子供教育に向けたゲームソフトを開発することを検討している。

## キャスティング
セサミワークショップは、字幕版よりも吹き替え版のほうが分かりやすいだろうと吹き替え版を提案していた。日本で吹き替え版を製作する際、セサミワークショップは素人の声優をキャスティングすることを禁じており、長年にかけてNHKで放送されていた舞台出演の経験があり、声の芝居がうまい人を前提にしている。パペティアでは体全体に力を入れて発声しながら演じているため、日本版のパペティアもそれと同じに合わせている。日本語吹き替え版では数人の女性声優にそれぞれのキャラクターを演じてもらう提案をセサミワークショップに提出したが、このとき「アニメの声優はダメ」と断られている。
NHK版では、男性声優で真殿、大川、落合、玄田、保志、女性声優で滝沢、亀井、玉川、堀越がそれぞれマペットやゲスト俳優・アーティストなどの吹き替えで兼役を担当したが、一部マペットやゲスト俳優・アーティストでは別の声優を使うこともあった。ゲスト俳優については専属声優（フィックス）をつかった例もあるが、ウーピー・ゴールドバーグの場合だと小宮から別の声優に交代したことがある。テレビ東京版は不明。U-NEXT版ではNHK版とテレビ東京版の声優を流用しているが、兼役は含まれているものの、ゲスト俳優については専属をつかっている様子は今のところみられない。殆どの声優ら（スペシャルも含む）はマペット放送局を含むマペット関連作品、恐竜家族、きかせて!ピンキー ゆかいなおはなしなどで共通していることが多く、他の映画でセサミストリートのキャラクターが登場する際はNHK版の声優が採用されていることがある（一部を除く）。

## NHKでのテレビ放送
日本では日本賞受賞を契機に、賞を設けたNHKが教育テレビ（Eテレ）で英語教育番組として英語オリジナル版（以下「オリジナル版」）を放送した。最初から最後まで吹き替えも字幕も全くなしの全編英語放送は異例だった。
レギュラー放送開始前、1971年7月21日から8月31日までの午前9時 - 10時・午後1時 - 2時（再放送）に、夏休みスペシャルとして初放送。同年12月25日から12月31日まで冬休みスペシャルとして、1972年1月1日から1月7日までお正月休みとして放送し、1972年4月9日（シーズン2 第131話）よりオリジナル版のレギュラー放送が開始された。その後1982年4月4日の放送をもって約5年間中断し、1987年1月10日から1989年4月8日まではBS2で放送され、1987年7月12日からは1989年4月8日まではBS1でも放送されたが、同年6月17日から1990年3月10日までBS2、1988年4月10日からは教育テレビに戻っている。1990年10月5日から1998年4月4日まで視覚障害者向けに副音声による解説放送が実施されるようになった。その解説放送では、今回お送りする内容をオープニングで紹介し、セサミストリートの仲間たちをナレーションが実況している様子がみられたほか、一部のコーナーで吹き替えのような演技を見せる場面もあった。
オリジナル版では58分位の尺がありNHKではそのまま放送していたが、1997年4月6日の放送からは55分までの放送になりコーナーなどの一部がカット及び差し替えられた。2001年4月7日から放送終了までは『セサミえいごワールド』の放送の関係で、40分→35分の尺になった。
日本語吹き替え版では当初は1998年4月5日から放送される予定だったが、『第70回記念 選抜高校野球大会』を急遽放送することになったため、翌週の4月11日に放送を開始。この日から2か国語放送を実施したことにより、ビッグバードなどの登場キャラクターの声が日本語でも聞けるようになった。それ以前もスペシャルのみ吹替版を制作することがあった。NHKにおいてのレギュラー吹き替え版はシーズン28 第3526話「ママの入院（Maria goes to the hospital Part 1）」からシーズン33 第4030話「オスカーとドライブに行こう（Oscar's Road Trip）」まで、全293話（6シーズン分）が製作された。歌が入るときは日本語で歌うときがあるが、一部の歌によっては英語のままで、日本語字幕が入ることもあったり入らないこともあったが、数字と文字のコーナーでも同様だった。NHK版独自としてサニーデイ・クラブ『今月のうた』と視聴者のためのイラストコーナーも存在した。
なお、放送開始当初から長らく、英語のセリフを理解できるように、セリフを翻訳した番組テキストがNHK出版から発行されていたが、2か国語放送への移行と同時に終了している。
制作プロダクションであるセサミワークショップが幼児向け教育番組としての日本版の共同制作を要望したが、NHK側はアメリカ制作のオリジナル版の放送を継続したいということで折り合いがつかなくなり、2004年4月3日のシーズン33 第4026話「亀のシーモア（A turtle wanders into Big Bird's nest）」をもってNHKでの放送を終了した。

### NHK版の放映終了後
2018年2月11日には『バリバラ〜障害者情報バラエティー〜』でマペットのジュリアが紹介され、彼女が初登場したエピソードの一部（シーズン47 第4715話）も放送された。
2020年5月17日には『エルモのおうちで遊ぼう（Elmo's Playdate）』（同年4月14日にPBS KidsおよびHBO、TNT、カートゥーン ネットワークなどのワーナーメディアが所有している全チャンネルで同時放送）が日曜19時00分から24分枠で放送された。NHKでセサミワークショップ制作の番組が放送されるのは、2004年9月の『タイニープラネット』放送終了以来16年ぶりとなる。
2022年4月4日、『グレーテルのかまど』でセサミストリートとのコラボレーションを行い、クッキーモンスターが同番組に登場した。同年11月にも『あおきいろ』でセサミストリートとのコラボレーションを行い、セサミストリートのキャラクターがYOASOBI with ミドリーズと共演している。
2023年、国際連合が制定している「世界こどもの日」（11月20日）に合わせて、同年6月から『あおきいろ 1分版』でセサミストリートとのコラボレーションを行い、エルモ、クッキーモンスター、ジュリアが聞き手となり、『いないないばあっ!』のワンワンや『ストレッチマン ゴールド』のストレッチマンレジェンドなどといった、Eテレの人気番組出演者と共演した。
2023年11月、啓発キャンペーン「スゴEフェス」の一環として、『おかあさんといっしょ』でセサミストリートとのコラボレーションを行い、エルモ・ジュリア・クッキーモンスターが同番組に登場した。また、同月25日には『スゴEフェス2023生放送スペシャル!』にも前記3キャラクターが共同パートナーとして出演した。
2025年3月、同月31日から放送開始予定の『The Wakey Show～ザ・ウェイキー・ショウ～』との間でパートナーシップを結び、同番組にセサミストリートのキャラクターが出演することがNHKから発表された。

### 日本語吹替版を担当した声優
| NHK教育テレビ版 | NHK教育テレビ版 |
| テレビスペシャル版 | レギュラー吹替版 |
| 1988/05/05 - 1997/12/23 | 1998/04/11 - 2004/04/03 |
| --- | --- |
| 三ツ矢雄二 水島裕 上田敏也 大竹宏 玄田哲章 江原正士 青野武 高木渉 山寺宏一 辻村真人 大塚芳忠 小林修 中尾隆聖 龍田直樹 富山敬 金尾哲夫 鳥海勝美 長島雄一 野沢雅子 小宮和枝 吉田理保子 榊原良子 木藤聡子 神代知衣 さとうあい 一柳みる 井上喜久子 滝沢久美子 他 | 落合弘治 真殿光昭 大川透 玄田哲章 田原アルノ 保志総一朗 中庸助 乃村健次 青木誠 うえだゆうじ 乃村健次 玉川紗己子 堀越真己 亀井芳子 滝沢ロコ 小林優子 はやみけい 帆世雄一 他 |

### 放送時間
NHK教育テレビの放送時間。一部の回によっては高校野球や夏休みの影響で再放送されないこともあった。
| 年度        | 放送時間（日本時間）         | 放送時間（日本時間）         |
| 年度        | 本放送                       | 再放送                       |
| ----------- | ---------------------------- | ---------------------------- |
| 1972        | 日曜日 19:00 - 20:00（60分） | （放送無し）                 |
| 1973 - 1974 | 土曜日 15:00 - 16:00（60分） | 日曜日 19:00 - 20:00（60分） |
| 1975        | 日曜日 09:30 - 10:30（60分） | （放送無し）                 |
| 1976 - 1980 | 日曜日 10:00 - 11:00（60分） | 日曜日 19:00 - 20:00（60分） |
| 1981        | 日曜日 19:00 - 20:00（60分） | （放送無し）                 |
| 1988        | 日曜日 17:00 - 18:00（60分） | （放送無し）                 |
| 1989        | 日曜日 17:00 - 18:00（60分） | 土曜日 12:30 - 13:30（60分） |
| 1990 - 1991 | 金曜日 18:00 - 19:00（60分） | 日曜日 17:00 - 18:00（60分） |
| 1992        | 土曜日 18:00 - 19:00（60分） | 土曜日 08:00 - 09:00（60分） |
| 1993 - 1996 | 日曜日 18:00 - 19:00（60分） | 土曜日 08:00 - 09:00（60分） |
| 1997 - 1998 | 日曜日 18:00 - 18:55（55分） | 土曜日 07:40 - 08:35（55分） |
| 1999 - 2002 | 土曜日 07:35 - 08:30（55分） | 土曜日 16:00 - 16:55（55分） |
| 2003        | 土曜日 07:40 - 08:30（50分） | 土曜日 16:00 - 16:50（50分） |

## 各話リスト
セサミストリートのエピソード一覧を参照。

## 主題歌
『セサミストリートのテーマ』
- 作詞：ジョー・ラポーゾ、ジョン・ストーン、ブルース・ハート
- 作曲：ジョー・ラポーゾ
- 歌：THE KIDS（英語オリジナル版） / 公表されず不明（日本語版）

テストショー版ではボブ・マクグラスが歌い、シーズン1以降は子供達が歌っている。日本では、シーズン29、シーズン30から32まで、シーズン33ともに別々の合唱団が起用されているが、いずれも不明である。
オープニング・エンディング映像・歌唱担当も何度か変更されており、シーズン1の主題歌が本編終盤で使用される事もあった（吹き替えの際も英語主題歌のまま使用）。
この曲のフルバージョンは1970年にアメリカで「レコードバージョン」として発売され、後にアルバムCD『プラチナム・オールタイム・フェイバリッツ」』に収録されている。
NHKの放送では、レコードバージョンをエンディングとして使用したこともあり、シーズン1の主題歌をエンディングとして使用していたこともある。
解説放送時代では英語字幕を表記した時期があり、吹き替え版開始当初では英語のままだったが、1999年度から日本語主題歌になり、エルモたちの声などは全て吹替になった、少なくとも3バージョンは存在する。
第3851話「エルモのダンス」では、オープニングの途中でバレエの衣装を着たゾーイが道路に割り込むシーンがある。
第3916話「ベビーベアの誕生日」と第3952話「今日は歌の日」では、セサミストリートの住人たちがフルバージョンで歌われており、番組の最後でも歌われた。吹替版歌詞はテレビ東京版と違って「魔法の絨毯」以降も訳されている。
日本語吹き替え版スタッフ・キャストのエンディングでは、ハーモニカとピアノとトランペットと思われるもので演奏された。

### 挿入歌
- Sing - 1970年代の放送で披露されてから有名になった曲。
- CはクッキーのC - クッキーことクッキーモンスターが歌っている楽曲。
- 鏡の中のモンスター - グローバーが歌っている楽曲。
- みんな違ってみんないい - エルモ、ジュリアと仲間たちが歌った楽曲。
- アヒルくんのうた（ラバーダッキーのテーマ） - アーニーが歌っている楽曲。有名なピアノシンガーも披露していたことがある。
- 緑でいるのは楽じゃない（ビーイン・グリーン） - カーミットが沼地で歌った楽曲。

ほか

## スタッフ
- 制作：セサミワークショップ

### 日本語版スタッフ

#### 日本語解説版
| 語り | 鈴木弘子（1990年度 - 1995年度） 玉川紗己子（1996年度 - 1997年度） |
| 台本 | 城啓介→滝沢ふじお                                                 |
| 演出 | 河村常平、加藤敏 向山宏志、麦島哲也                               |

#### 日本語吹き替え版
| NHK教育⇒NHK Eテレ版 | NHK教育⇒NHK Eテレ版                                                 | NHK教育⇒NHK Eテレ版                                                 | NHK教育⇒NHK Eテレ版                                                 | NHK教育⇒NHK Eテレ版                                                 | NHK教育⇒NHK Eテレ版                                                 | NHK教育⇒NHK Eテレ版                                                 | NHK教育⇒NHK Eテレ版                                                 | NHK教育⇒NHK Eテレ版    |
| 種類                | レギュラー版 （1998年4月 - 2004年4月）                              | スペシャル版                                                        | スペシャル版                                                        | スペシャル版                                                        | スペシャル版                                                        | スペシャル版                                                        | スペシャル版                                                        | スペシャル版           |
| 種類                | レギュラー版 （1998年4月 - 2004年4月）                              | 美術館へ行こう                                                      | ビッグバード 中国への旅                                             | 世界の国からハッピーニューイヤー                                    | セントラルパークでシング・シング・シング                            | セサミストリート危機一髪                                            | エルモのクリスマス                                                  | エルモのおうちで遊ぼう |
| ------------------- | ------------------------------------------------------------------- | ------------------------------------------------------------------- | ------------------------------------------------------------------- | ------------------------------------------------------------------- | ------------------------------------------------------------------- | ------------------------------------------------------------------- | ------------------------------------------------------------------- | ---------------------- |
| 翻訳・訳詞          | 埜畑みづき 桜井裕子 片岡由紀子 野口尊子 鎌田郁子                    | 滝沢ふじお 山川啓介                                                 | 滝沢ふじお                                                          | 野口尊子                                                            | 野口尊子                                                            | 野口尊子                                                            | 野口尊子                                                            | いずみつかさ           |
| 演出                | 清水洋史 佐々木由香 麦島哲也                                        | -                                                                   | -                                                                   | ?                                                                   | 加藤敏                                                              | 河村常平                                                            | ?                                                                   | 平野智子               |
| 録音                | 高橋昭雄→柳川久子                                                   | -                                                                   | -                                                                   | ?                                                                   | 橋本二三郎                                                          | 室克巳                                                              | ?                                                                   | 戸島聡                 |
| 効果                | 桜井俊哉                                                            | -                                                                   | -                                                                   | ?                                                                   | 遠藤尭雄                                                            | 遠藤尭雄                                                            | ?                                                                   | -                      |
| プロデューサー      | -                                                                   | -                                                                   | -                                                                   | -                                                                   | -                                                                   | -                                                                   | -                                                                   | 長岡学                 |
| 日本語版制作        | NHK NHKインターナショナル 東北新社 ソニー・クリエイティブプロダクツ | NHK NHKインターナショナル 東北新社 ソニー・クリエイティブプロダクツ | NHK NHKインターナショナル 東北新社 ソニー・クリエイティブプロダクツ | NHK NHKインターナショナル 東北新社 ソニー・クリエイティブプロダクツ | NHK NHKインターナショナル 東北新社 ソニー・クリエイティブプロダクツ | NHK NHKインターナショナル 東北新社 ソニー・クリエイティブプロダクツ | NHK NHKインターナショナル 東北新社 ソニー・クリエイティブプロダクツ | スタジオ・エコー       |

## テレビ東京での放送
NHK版の終了から半年後、テレビ東京系列で日米共同制作による日本版セサミストリートが2004年10月10日から放送開始された。BSジャパン（3日遅れ、現・BSテレ東）、アニマックス（2005年1月から土曜8時00分 - 8時30分に放送）でも時差放送されていた。
日本で制作されたマペット劇が中心で、「心、自我、感情表現」や「自然、環境」をメインに取り扱っていた。日本のセサミストリートにはコンビニがあり、ストリート以外でも「セサミの森」という場所が登場した。アメリカなどで制作されたライブラリ映像も合わせて放送したり、「イングリッシュ on ストリート」という英語を教えるコーナーも登場した。キャラクターの声はNHK版から刷新されたほか、番組内では日本だけのオリジナルキャラクターが登場した。
2005年10月3日 - 2005年12月23日にかけて、平日帯番組として、早朝6:40 - 6:45に5分間番組の『プチプチ!セサミストリート』も放送された（2006年1月9日 - 2006年3月31日までは再放送）。演出は打越領一が担当した。
第76話（2006年4月2日）から番組がリニューアルされ、グローリーとメグが日本オリジナルキャラクターとして新たに加わった。出演者にコミュニティーセンターのおじさんとして、戸田ダリオがヒューマンキャラクター（出演者）として加わった。さらに、英語コンテンツの充実が図られた。第102話（2006年10月1日）から国際性をはぐくむをテーマにリニューアルを行ったことに伴い、マペットが一般家庭を訪問するコーナーが追加された。エルモズワールドを、一部日本で撮影されたものを加えるなど、再構成したものを放送するようになった。
2007年9月30日をもってテレビ東京系列での放送を終了した。この枠での3年間の放送は子供向け番組枠になった2002年7月以降の番組としては最長記録。

### 日本版パペティア
- エルモ：松本健太
- ティーナ：水城レナ
- ピエール：水城レナ
- ビッグバード：鶴岡聡
- クッキーモンスター：菊地慧
- モジャボ：田中英樹
- アーサー：竹田佳央里
- グローリー：竹田佳央里
- メグ：井口綾子
- ライトハンド&サポート：Linda、浅野孝彦、井口綾子

### 日本版出演者
- コミュニティーセンターのおじさん：戸田ダリオ
- コンビニのお兄さん：HIRO（Hiro-a-key）
- コンビニのお姉さん：太田在
- 森のおばあさん：森澤早苗
- アイちゃん：小泉奈々
- スグル：中嶋和也
- 順子：黒沢ともよ
- 坂本たかや
- 長田奈麻
- 中山雅史[56]
- タロー・クワガタ：湯澤幸一郎
- サンバ隊：大道寺栄、ダミオン・ゴメス・デソウザ、翁長みどり
- サンバダンサー：ヴァレリア・ジェニファー
- 水晶の妖精：美和・ガードナー

### テレビ東京版主題歌
| オープニングテーマ                                   | オープニングテーマ                                 | オープニングテーマ | オープニングテーマ | オープニングテーマ                                 | オープニングテーマ | オープニングテーマ | オープニングテーマ                 |
| 曲名                                                 | 使用期間                                           | 歌                 | 訳詞               | 作詞                                               | 作曲               | 編曲               | 備考                               |
| ---------------------------------------------------- | -------------------------------------------------- | ------------------ | ------------------ | -------------------------------------------------- | ------------------ | ------------------ | ---------------------------------- |
| サニー・デイズ（セサミストリートのテーマ）           | 2004年10月10日 - 2006年3月26日（第1話 - 第75話）   | The Kids           |                    | ジョー・ラポーゾ ジョン・ストーン ブルース・ハート | ジョー・ラポーゾ   |                    | 第25話からオープニング映像を変更。 |
| サニー・デイズ（セサミストリートのテーマ）           | 2006年4月2日 - 2007年9月30日（第76話 - 第153話）   | 東京少年少女合唱隊 | 竹田浩             | ジョー・ラポーゾ ジョン・ストーン ブルース・ハート | ジョー・ラポーゾ   | 有澤考紀           | [ 注釈 13 ]                        |
| エンディングテーマ                                   |                                                    |                    |                    |                                                    |                    |                    |                                    |
| 曲名                                                 | 使用期間                                           | 歌                 | 訳詞               | 作詞                                               | 作曲               | 編曲               | 備考                               |
| A Kiss From The Sun                                  | 2004年10月10日 - 2006年3月26日（第1話 - 第75話）   | 大貫妙子           |                    | 大貫妙子                                           | 大貫妙子           |                    |                                    |
| I Will Be With You                                   | 2006年4月2日 - 2006年9月24日（第76話 - 第101話）   | 平原綾香           |                    | 村山晋一郎                                         | 村山晋一郎         | 村山晋一郎         |                                    |
| サニー・デイズ（インストゥルメンタル・ヴァージョン） | 2006年10月1日 - 2007年9月30日（第102話 - 第153話） |                    |                    |                                                    | ジョー・ラポーソ   | 有澤考紀           |                                    |
| Sing                                                 | 一部ソフトのみ                                     | エルモと仲間たち   | 星加ルミ子         | ジョー・ラポーゾ                                   | ジョー・ラポーソ   | 佐藤秦将           |                                    |

### テレビ東京版スタッフ
- 脚本：武田浩 吉田裕一
- プロデューサー：高橋知子、近藤孝子、紅谷佳和、青木俊志
- 演出：松木創、岡田倫太郎、植田泰史
- パペット制作：ジム・ヘンソン・スタジオ（英語版）
- ラングラー：玉木暢子、吉澤亜由美、加藤知子、佐藤澄絵　人形劇団ひとみ座
- 美術協力：フジアール
- 技術協力：レモンスタジオ
- タイトルバック：西村了、鈴木真、菊間潤子
- 日本語版主題歌訳詞：武田浩
- 本編作曲・編曲・主題歌編曲：有澤考紀
- エンディングイラスト：前田尚志
- 制作：テレビ東京、セサミワークショップ、NAS、共同テレビジョン

### エピソードリスト
| 話数 | サブタイトル                     | 放送日          |
| ---- | -------------------------------- | --------------- |
| 1    | ナゾのともだちがやってくる！     | 2004年 10月10日 |
| 2    | たいへんだぁ！                   | 10月17日        |
| 3    | もりへいってみよう！             | 10月24日        |
| 4    | かみかざりはどこに！？           | 10月31日        |
| 5    | でっかいプレゼント               | 11月7日         |
| 6    | はっぱさん おちないで！          | 11月14日        |
| 7    | かみかざりはどこに！？           | 11月21日        |
| 8    | オバケがでたぞう！               | 11月28日        |
| 9    | てぃーなのあかちゃん             | 12月5日         |
| 10   | たからのちずでだいぼうけん！！   | 12月12日        |
| 11   | サンタクロースにあいたい         | 12月19日        |
| 12   | としわすれ！！セサミうたがっせん | 12月26日        |
| 13   | エルモのゆうびんやさん！         | 2005年 1月9日   |
| 14   | ゆきのまほう！？                 | 1月16日         |
| 15   | セイデンキってなあに？           | 1月23日         |
| 16   | エルモのおおまちがい             | 1月30日         |
| 17   | エルモのたんじょうび             | 2月6日          |
| 18   | ナゾのななつどうぐ               | 2月13日         |
| 19   | ダンス・ダンス・ダンス           | 2月20日         |
| 20   | はるをさがせ！                   | 2月27日         |
| 21   | ハーモニカの少年                 | 3月6日          |
| 22   | しろいタンポポ                   | 3月13日         |
| 23   | みんなでエルモダンス！           | 3月20日         |
| 24   | しんたいそうにちょうせん！       | 3月27日         |
| 25   | みんなで歌おう！                 | 4月3日          |
| 26   | おともだちになろう               | 4月10日         |
| 27   | セサミのもりの大きな木           | 4月17日         |
| 28   | モジャボにライバル出現           | 4月24日         |
| 29   | ビッグバードとＴシャツ           | 5月1日          |
| 30   | お兄さんの大ピンチ！             | 5月8日          |
| 31   | セサミ運動会！                   | 5月15日         |
| 32   | 宝の地図み～つけた！             | 5月22日         |
| 33   | 不明                             | 5月29日         |
| 34   | 不明                             | 6月5日          |
| 35   | 不明                             | 6月12日         |
| 36   | 不明                             | 6月19日         |
| 37   | 不明                             | 6月26日         |
| 38   | 不明                             | 7月7日          |
| 39   | 不明                             | 7月10日         |
| 40   | 不明                             | 7月17日         |
| 41   | 不明                             | 7月24日         |
| 42   | 不明                             | 7月31日         |
| 43   | 不明                             | 8月7日          |
| 44   | 不明                             | 8月14日         |
| 45   | 不明                             | 8月21日         |
| 46   | 不明                             | 8月28日         |
| 47   | エルモと色鉛筆                   | 9月4日          |
| 48   | アイちゃんは 誰のお友達!?        | 9月11日         |
| 49   | エルモは名探偵                   | 9月18日         |
| 50   | 新音楽グループデビュー           | 9月25日         |
| 51   | 不明                             | 10月2日         |
| 52   | 不明                             | 10月9日         |
| 53   | 不明                             | 10月16日        |
| 54   | 不明                             | 10月23日        |
| 55   | ありがとうエルモより             | 10月30日        |
| 56   | 不明                             | 11月6日         |
| 57   | 不明                             | 11月13日        |
| 58   | アーサー自慢の絵                 | 11月20日        |
| 59   | こちらセサミ放送局               | 11月27日        |
| 60   | 助けて、エルモ!?                 | 12月4日         |
| 61   | みんなで変身!                    | 12月11日        |
| 62   | クッキーを追え!                  | 12月18日        |
| 63   | だ～いすき クリスマス!           | 12月25日        |
| 64   | 新春なぞなぞ大会                 | 2006年 1月8日   |
| 65   | 明日はスキーだ!                  | 1月15日         |
| 66   | セサミ de サンバ                 | 1月22日         |
| 67   | クッキーさしあげます!            | 1月29日         |
| 68   | ?                                | 2月5日          |
| 69   | かわいそうな手袋                 | 2月12日         |
| 70   | 順番守ろうよ！                   | 2月19日         |
| 71   | ?                                | 2月26日         |
| 72   | ?                                | 3月5日          |
| 73   | くるまをつくろう！               | 3月12日         |
| 74   | おいしいお花？                   | 3月19日         |
| 75   | うれしいプレゼント               | 3月26日         |
| 76   | お友達がふえたよ！               | 4月2日          |
| 77   | エルモとかたつむり               | 4月9日          |
| 78   | ビッグバードの大活躍             | 4月16日         |
| 79   | まっかなエルモ                   | 4月23日         |
| 80   | エルモとかくれんぼ               | 4月30日         |
| 81   | 不明                             | 5月6日          |
| 82   | 不明                             | 5月13日         |
| 83   | 不明                             | 5月20日         |
| 84   | 不明                             | 5月27日         |
| 85   | 雨に踊れば…                      | 6月3日          |
| 86   | 紙ひこうきを作ろう               | 6月10日         |
| 87   | ストリート忍者参上！             | 6月17日         |
| 88   | 不明                             | 6月24日         |
| 89   | 不明                             | 7月1日          |
| 90   | 不明                             | 7月8日          |
| 91   | 不明                             | 7月15日         |
| 92   | 不明                             | 7月22日         |
| 93   | 不明                             | 7月29日         |
| 94   | 不明                             | 8月5日          |
| 95   | 不明                             | 8月12日         |
| 96   | 不明                             | 8月19日         |
| 97   | 不明                             | 8月26日         |
| 98   | クッキーをプレゼント             | 9月3日          |
| 99   | つみきであそぼう！               | 9月10日         |
| 100  | エルモとナナおばさん             | 9月17日         |
| 101  | わけあいまショー                 | 9月24日         |
| 102  | 不明                             | 10月1日         |
| 103  | 不明                             | 10月8日         |
| 104  | 不明                             | 10月15日        |
| 105  | 不明                             | 10月22日        |
| 106  | 不明                             | 10月29日        |
| 107  | 不明                             | 11月5日         |
| 108  | 不明                             | 11月12日        |
| 109  | 不明                             | 11月19日        |
| 110  | 不明                             | 11月26日        |
| 111  | 不明                             | 12月3日         |
| 112  | 不明                             | 12月10日        |
| 113  | 不明                             | 12月17日        |
| 114  | 不明                             | 12月24日        |
| 115  | 不明                             | 2007年 1月7日   |
| 116  | 不明                             | 1月14日         |
| 117  | 不明                             | 1月21日         |
| 118  | 不明                             | 1月28日         |
| 119  | エルモとおふろ                   | 2月4日          |
| 120  | エルモとあかちゃん               | 2月11日         |
| 121  | エルモと手                       | 2月18日         |
| 122  | エルモと足                       | 2月25日         |
| 123  | 不明                             | 3月4日          |
| 124  | 不明                             | 3月11日         |
| 125  | 不明                             | 3月18日         |
| 126  | 不明                             | 3月25日         |
| 127  | 不明                             | 4月1日          |
| 128  | 不明                             | 4月8日          |
| 129  | 不明                             | 4月15日         |
| 130  | 不明                             | 4月22日         |
| 131  | 不明                             | 4月29日         |
| 132  | エルモのしょうぼうし             | 5月6日          |
| 133  | あいてとじて                     | 5月13日         |
| 134  | エルモと髪の毛                   | 5月20日         |
| 135  | エルモといぬ                     | 5月27日         |
| 136  | エルモとバナナ                   | 6月3日          |
| 137  | エルモと歯みがき                 | 6月10日         |
| 138  | エルモとペット                   | 6月17日         |
| 139  | エルモと恐竜                     | 6月24日         |
| 140  | 不明                             | 7月1日          |
| 141  | 不明                             | 7月8日          |
| 142  | 不明                             | 7月15日         |
| 143  | 不明                             | 7月22日         |
| 144  | 不明                             | 7月29日         |
| 145  | 不明                             | 8月5日          |
| 146  | 不明                             | 8月12日         |
| 147  | 不明                             | 8月19日         |
| 148  | 不明                             | 8月26日         |
| 149  | エルモとしょうぼうし             | 9月2日          |
| 150  | エルモとペンギン                 | 9月9日          |
| 151  | いろいろな家族                   | 9月16日         |
| 152  | エルモとむし大集合               | 9月23日         |
| 153  | はやいおそい                     | 9月30日         |

### 日本版制作にあたって
日本版の制作にあたっては、「セサミストリートアドバイザーボード」が組織され、日本の子どもたちの直面する諸問題をリアルタイムに把握し、番組のカリキュラム作りに反映している。アドバイザーには、放送大学教授永野重史、国際幼児教育学会会長で筑波大学名誉教授の松原達哉、文部科学省幹部でデザイナーの松浦季里、筑波大学附属小学校元副校長の清水尭などが名を連ねた。

### 放送事故
2006年3月19日放送分にて、数字を英語で教えるアニメーションコーナーで一つの数字につき1秒間に12回の光の点滅（通称「パカパカ」）を使い、『アニメーション等の映像手法に関するガイドライン』の「光の点滅は1秒間に3回を超えて使用してはならない」との規定に抵触していたことが発覚した。
当時の報道によると、同番組を視聴して体調不良になった視聴者は出ていないとのことだったが、テレビ東京は同番組を録画したビデオ・DVDの視聴を避けるようにと注意を呼びかけた。

### CSテレビ局での放送（テレビ東京版）
当番組の中のひとつのコーナーだった『エルモズワールド』は後に単独番組となり、アニマックス（2004年11月1日からアニメっこMAXで放送）やディズニーチャンネルで放送された。『エルモズワールド』とは、日本でも人気の高い、赤いふさふさの毛と大きな目が特徴のエルモが、毎回決めたテーマに沿って、靴の履き方や手の洗い方、歯の磨き方など、身近なものについて、テレビの前の子どもたちと一緒に楽しみながら学んでいく、知育性豊かな番組である。

## U-NEXT/Netflixでの配信
セサミワークショップとU-NEXTが日本国内の独占配信契約を締結したことに伴い、2021年11月12日午後12時からセサミストリートを含む25作品の全214話のテレビ番組と読み聞かせ動画と10冊分の電子書籍を独自配信を始めた。
今後は追加エピソードも配信するほか、共同制作にも取り組み、コンセプト・世界観を拡大し、子ども等の可能性を広げ様々な取り組みにおいてパートナーシップを築き上げ、『学べるU-NEXT』を開始させキッズジャンルを強化するという。なお、シーズン50から日本語吹き替え版とオリジナル英語版が配信されており、声優やスタッフはYouTube版と同じ。
日本語版スタッフ・キャストのクレジットは映像からは無く、U-NEXTの作品ページで表記される。
現在はシーズン48から55まで配信されているが、それ以前のシーズンはまだ配信されていない。HBO Maxではシーズン1からシーズン38までの約200話を丸ごと削除しており、現在はシーズン39以降のエピソードが配信されている。2025年秋頃から日本でもNetflixで新シリーズが配信されるが、シーズン48からシーズン55まではU-NEXTが配信権を持っているため過去のシーズンが移行されるかは配信終了日が明らかにされていないため不明。アメリカ合衆国において過去に放送されたエピソードの中にあったいくつかのコーナーは、再放送・ソフト販売・オンデマンド配信時に著作権などの理由から別のコーナーに差し替えられたケースがある。セサミストリートのオープニングは英語のままで、エンディングはシーズン48から52まで日本語だったが、ジヨンが初めて登場したシーズン53からは挿入歌も含めて英語になっており、挿入歌では日本語字幕で表記されている。

### 日本語版スタッフ
- 翻訳：いずみつかさ
- 演出：平野智子[73]
- プロデューサー：長岡学
- 録音制作：スタジオ・エコー

## ビデオ・DVD

### アメリカ版
発売当初は字幕版がプレイブック付属で発売されていたが、「ザ・ベスト・オブ・エルモ」からは吹き替え版が導入された。2009年6月に「クックブック」と「ビジッツ・ドクター」を発売して以降は吹き替え版が作られていない。
| 邦題タイトル                                                 | 原題タイトル                                           | 販売形式       | 発売日                                           | 発売日          | 販売元                                 |
| ------------------------------------------------------------ | ------------------------------------------------------ | -------------- | ------------------------------------------------ | --------------- | -------------------------------------- |
| セサミストリートのクリスマス                                 | Christmas Eve on Sesame Street                         | 英語教材ビデオ | 1987年 （ランダムハウス版） 1995年 （ソニー版）  | 1989年 10月21日 | ソニー・ミュージックエンタテインメント |
| 1巻 "はじめましてABC"                                        | Learning About Letters                                 | 英語教材ビデオ | 1986年                                           | 1998年 12月2日  | ソニー・ミュージックエンタテインメント |
| 2巻 "かぞえてみよう123"                                      | Learning About Numbers                                 | 英語教材ビデオ | 1988年                                           | 1995年 4月21日  | ソニー・ミュージックエンタテインメント |
| 3巻 "読めるよ 言えるよ!"                                     | Getting Ready to Read                                  | 英語教材ビデオ | 1986年                                           | 1998年 12月2日  | ソニー・ミュージックエンタテインメント |
| 4巻 "いっしょにあそぼう"                                     | Play-Along Games and Songs                             | 英語教材ビデオ | 1986年                                           | 1998年 12月2日  | ソニー・ミュージックエンタテインメント |
| 5巻 "じぶんのことしってる?"                                  | I'm Glad I'm Me                                        | 英語教材ビデオ | 1986年                                           | 1998年 1月1日   | ソニー・ミュージックエンタテインメント |
| 6巻 "よくねむれるおはなし"                                   | Bedtime Stories and Songs                              | 英語教材ビデオ | 1986年                                           | 1995年 4月21日  | ソニー・ミュージックエンタテインメント |
| 7巻 "げんきに学校いくよ!                                     | Getting Ready for School                               | 英語教材ビデオ | 1987年                                           | 1998年 1月1日   | ソニー・ミュージックエンタテインメント |
| 8巻 "えいごでさんすう"                                       | Learning to Add and Subtract                           | 英語教材ビデオ | 1987年                                           | 1998年 12月2日  | ソニー・ミュージックエンタテインメント |
| 9巻 "みんなでうたおう!"                                      | Sesame Street Sing-Along                               | 英語教材ビデオ | 1987年                                           | 1998年 1月1日   | ソニー・ミュージックエンタテインメント |
| 10巻 "おはなしきかせて"                                      | Big Bird's Story Time                                  | 英語教材ビデオ | 1987年                                           | 1998年 12月2日  | ソニー・ミュージックエンタテインメント |
| 11巻 "カウントダウン・ショー"                                | Count it Higher: Great Music Videos from Sesame Street | 英語教材ビデオ | 1988年                                           | 1998年 12月2日  | ソニー・ミュージックエンタテインメント |
| 12巻 "アルファベット・ゲーム"                                | The Alphabet Game                                      | 英語教材ビデオ | 1988年                                           | 1995年 4月21日  | ソニー・ミュージックエンタテインメント |
| 13巻 "なかよしアーニーとバート"                              | The Best of Ernie and Bert                             | 英語教材ビデオ | 1988年                                           | 1998年 1月1日   | ソニー・ミュージックエンタテインメント |
| 14巻 "パーティーにあつまれ!"                                 | Big Bird's Favorite Party Games                        | 英語教材ビデオ | 1988年                                           | 1998年 12月2日  | ソニー・ミュージックエンタテインメント |
| みんなでダンス!                                              | Dance Along!                                           | 英語教材ビデオ | 1990年                                           | 1990年 11月1日  | ソニー・ミュージックエンタテインメント |
| モンスター・ベスト・イレブン                                 | Monster Hits!                                          | 英語教材ビデオ | 1990年                                           | 1990年 11月1日  | ソニー・ミュージックエンタテインメント |
| ロックンロールショウ                                         | Rock & Roll!                                           | 英語教材ビデオ | 1990年                                           | 1990年 11月1日  | ソニー・ミュージックエンタテインメント |
| ハチャメチャ・ソング                                         | Sing Yourself Silly!                                   | 英語教材ビデオ | 1990年                                           | 1990年 11月1日  | ソニー・ミュージックエンタテインメント |
| セサミストリートの病院見学                                   | Sesame street: Visits Hospital                         | 英語教材ビデオ | 1990年                                           | 1991年 2月27日  | ソニー・ミュージックエンタテインメント |
| セサミストリートの消防署見学                                 | Sesame Street Visits Firehouse                         | 英語教材ビデオ | 1991年                                           | 1991年 2月27日  | ソニー・ミュージックエンタテインメント |
| エルモのみんなでなかよく                                     | Kids' Guide to Life:Learning to Share                  | 吹替版ビデオ   | 1996年                                           | 1998年 10月21日 | ソニー・ミュージックエンタテインメント |
| ザ・ベスト・オブ・エルモ                                     | The Best of Elmo                                       | 吹替版ビデオ   | 1994年 8月17日                                   | 1999年 4月21日  | ソニー・ミュージックエンタテインメント |
| ザ・ベスト・オブ・カーミット                                 | The Best of Kermit on Sesame Street                    | 吹替版ビデオ   | 1998年 9月1日                                    | 1999年 4月21日  | ソニー・ミュージックエンタテインメント |
| だいすきなえいごのうた                                       | Kids' Favorite Songs                                   | 英語教材DVD    | 1999年                                           | 2005年 6月24日  | インターチャネル                       |
| だいすきなえいごのうた2                                      | Kids' Favorite Songs 2                                 | 英語教材DVD    | 2001年                                           | 2005年 10月19日 | インターチャネル                       |
| セサミストリート: ドゥー・ジー・アルファベット               | Do the Alphabet                                        | 英語教材DVD    | 1996年 3月18日                                   | 2009年 3月18日  | 日本コロムビア                         |
| セサミストリート: エルモサイズ                               | Elmocize                                               | 吹替版DVD      | 1996年 3月18日                                   | 2009年 3月18日  | 日本コロムビア                         |
| セサミストリート: 123 いっしょにかぞえよう                   | 123 Count with Me                                      | 吹替版DVD      | 1997年                                           | 2006年 3月15日  | 日本コロムビア                         |
| セサミストリート: あの歌の名前はなーにー?                    | What's the Name of That Song?                          | 吹替版DVD      | 2004年 4月6日                                    | 2006年 8月25日  | 日本コロムビア                         |
| セサミストリート: エルモズ・マジック・クックブック           | Elmo's Magic Cookbook                                  | 吹替版DVD      | 2001年                                           | 2009年 6月24日  | 日本コロムビア                         |
| セサミストリート: エルモ・ビジッツ・ドクター                 | Elmo Visits the Doctor                                 | 吹替版DVD      | 2005年                                           | 2009年 6月24日  | 日本コロムビア                         |
| セサミストリート ザ・ムービー: おうちに帰ろう、ビッグバード! | Sesame Street Presents: Follow That Bird               | 英語教材VHS    | 1986年 （VHS、LD）1993年 （VHS）                 | 未発売          | -                                      |
| セサミストリート ザ・ムービー: おうちに帰ろう、ビッグバード! | Sesame Street Presents: Follow That Bird               | 英語教材DVD    | 2002年 （DVD）2009年 （25周年DVD）2014年 （DVD） | 2009年 4月8日   | ワーナー・ホーム・ビデオ               |

### 日本版
| 商品名                                                                         | 販売形式 | 発売日         | 販売元           |
| ------------------------------------------------------------------------------ | -------- | -------------- | ---------------- |
| セサミストリート: エルモのたんじょうび                                         | VHS/DVD  | 2005年 4月20日 | インターチャネル |
| セサミストリート:イングリッシュ ON ストリート Yummy! ヤミー!編                 | VHS/DVD  | 2005年 2月16日 | インターチャネル |
| セサミストリート:イングリッシュ ON ストリート Let’s Play! あそぼうよ!編        | VHS/DVD  | 2005年 5月18日 | インターチャネル |
| セサミストリート:イングリッシュ ON ストリート I did it! やっとできた!編        | VHS/DVD  | 2005年 7月20日 | インターチャネル |
| セサミストリート: みんなでエルモダンス!                                        | VHS/DVD  | 2005年 8月26日 | インターチャネル |
| キャラクターソング あつまれ！セサミストリー                                    | VHS/DVD  | 2005年 2月24日 | インターチャネル |
| セサミストリート しあわせならてをたたこう 〜どうよう・あそびうたいっぱい〜     | VHS/DVD  | 2005年 9月21日 | インターチャネル |
| セサミストリート HA♪HA♪HA セサミのなかまとうたおう!あそぼう!                   | VHS/DVD  | 2005年 9月21日 | インターチャネル |
| セサミストリート ベスト!キャラクターソングス                                   | VHS/DVD  | 2005年 7月20日 | インターチャネル |
| HA♪HA♪HA セサミストリート キャラクターソング                                   | VHS/DVD  | 2005年 3月16日 | インターチャネル |
| セサミストリート: エルモといろえんぴつ                                         | DVD      | 2006年 1月27日 | インターチャネル |
| もっと! セサミストリート エルモとお友だち                                      | DVD      | 2006年 7月19日 | インターチャネル |
| もっと! セサミストリート たのしくえいご! 〜apple/shoes/foot/banana〜           | DVD      | 2006年 7月19日 | インターチャネル |
| もっと! セサミストリート たのしくえいご! 〜telephone/nose/grass/handkerchief〜 | DVD      | 2006年 8月25日 | インターチャネル |
| もっと! セサミストリート たのしくえいご! 〜pencil/mouth/umblella/airplane〜    | DVD      | 2006年 9月20日 | インターチャネル |

## 音楽CD
| 商品名                                                                           | 販売形式                   | 発売日                                   | 販売元                         |
| -------------------------------------------------------------------------------- | -------------------------- | ---------------------------------------- | ------------------------------ |
| セサミストリート・イン・ハーモニー                                               | 洋楽オムニバスCD           | 1990年10月25日                           | ワーナーミュージック・ジャパン |
| セサミ・ストリート アルファベットアルバム AからZまでソング                       | 英語教材ミュージックCD     | 1991年4月25日                            | ソニー・ミュージックレコーズ   |
| SESAME STREET SERIES / いちにちの時間わり〜朝から晩までソング                    | 英語教材ミュージックCD     | 1991年4月25日                            | ソニー・ミュージックレコーズ   |
| かぞえまショウ〜1から10までソング〜                                              | 英語教材ミュージックCD     | 1991年4月25日1997年10月22日1999年4月21日 | ソニー・ミュージックレコーズ   |
| セサミストリートのうた                                                           | 英語教材ミュージックCD     | 1991年7月1日                             | ソニー・ミュージックレコーズ   |
| SESAME STREET / セサミ・ディスコ                                                 | 英語教材ミュージックCD     | 1991年11月1日                            | ソニー・ミュージックレコーズ   |
| セサミストリート・フィーバー                                                     | 英語教材ミュージックCD     | 1991年11月1日                            | ソニー・ミュージックレコーズ   |
| セサミストリート ザ・ベスト・オブ・ビッグバード                                  | 英語教材ミュージックCD     | 1992年4月22日                            | ソニー・ミュージックレコーズ   |
| セサミストリート ザ・ベスト・オブ・クッキーモンスター                            | 英語教材ミュージックCD     | 1992年4月22日                            | ソニー・ミュージックレコーズ   |
| セサミストリート ザ・ベスト・オブ・オスカー                                      | 英語教材ミュージックCD     | 1992年11月21日                           | ソニー・ミュージックレコーズ   |
| セサミストリート ザ・ベスト・オブ・グローバー                                    | 英語教材ミュージックCD     | 1992年11月21日                           | ソニー・ミュージックレコーズ   |
| セサミストリート ザ・ベスト・オブ・ザ・カウント                                  | 英語教材ミュージックCD     | 1992年11月21日                           | ソニー・ミュージックレコーズ   |
| セサミストリート ザ・ベスト・オブ・バート                                        | 英語教材ミュージックCD     | 1992年11月21日                           | ソニー・ミュージックレコーズ   |
| セサミストリート エルモのうた                                                    | 英語教材ミュージックCD     | 1997年7月1日1999年4月21日                | ソニー・ミュージックレコーズ   |
| セサミストリート セサミストリート ベスト・ヒット・アルバム〜人気いっぱいソング〜 | 英語教材ミュージックCD     | 1999年4月21日                            | ソニー・ミュージックレコーズ   |
| セサミストリートのクリスマス                                                     | 英語教材ミュージックCD     | 1997年10月22日                           | ソニー・ミュージックレコーズ   |
| HAHAHA! セサミストリートキャラクターソング                                       | 日本版キャラクターソング   | 2005年03月16日                           | アイシーアベニュー音楽出版     |
| セサミストリート キャラクターソングアルバム あつまれ!セサミストリート            | 日本版キャラクターソング   | 2005年12月14日                           | アイシーアベニュー音楽出版     |
| セサミストリート キャクターソングアルバム I will be with you 〜いつもそばに〜    | 日本版キャラクターソング   | 2006年6月30日                            | インデックス・ミュージック     |
| セサミストリート THE BEST OF ELMO〜ベスト・オブ・エルモ〜                        | 英語教材ミュージックCD     | 2006年5月17日                            | インデックス・ミュージック     |
| セサミストリート プラチナム・オールタイム・フェイバリッツ                        | 英語教材ミュージックCD     | 2009年3月18日                            | 日本コロムビア                 |
| 僕たちの街/Sunny Day                                                             | YUKAによるシングル・ソング | 2013年2月27日                            | エイベックス・インフィニティ   |
| セサミストリート Let’s Enjoy! ハロウィン・パーティー                             | 英語教材ミュージックCD     | 2013年9月25日                            | キングレコード                 |

## スピンオフ作品
- 一緒に遊ぼう!セサミ（Play with Me Sesame

アメリカのNogginで放送されていた番組。日本ではWiiの間で英語のまま配信されていたことがある。バート、アーニー、グローバー、プレーリー・ドーンが主演の子供向け番組。「Play with Me」は「いっしょにあそぼう」という意味で、視聴者と一緒にアヒルくんゲームを手伝ったりする。
- Sesame Beginnings

2歳から5歳までを対象にした子供向け番組。主におかあさんが子供に読み聞かせをするという内容である。エルモは赤ちゃんとして登場する。
- The Not-Too-Late Show with Elmo

深夜のトーク番組で、2020年5月27日にHBOmaxにて配信された。
- The Furchester Hotel

イギリス（英国）の子供向け番組、BBCのCBeebiesにて放送された。
- エルモとタンゴの不思議なミステリー

アメリカでは2022年にHBOMaxで配信され、日本でもU-NEXTで配信されている。
- くるみ割り人形

アメリカでは2022年にHBOMaxで配信され、日本でもU-NEXTで配信されている。
- エルモのあたらしいこいぬ（Elmo Friends Forever）

アメリカでは2021年にHBOMaxで配信され、日本では2022年からU-NEXTで配信されている。
- メカビルダーズ（MECHA BUILDERS）

アメリカでは2020年からカートゥーンネットワークのカートゥニートで放送され、日本では2022年8月26日からU-NEXTで配信されている。

## 主に放送されたコーナー
これは日本で放送・配信されたコーナーの一部を抜枠したもの。
- エルモズワールド（Elmo's World）

アメリカで1998年から放送されているコーナー。エルモが子供たちに向けて帽子のことや靴のことを学んだりする番組。
- カーミットニュース（News Flash）

アメリカで1970年代から2000年代まで放送されたコーナー、日本でも放送されたことがあるが、解説放送版と日本語吹き替え版が存在する。これはカーミットが、とある街の状況をお伝えするという内容がテーマとなっている。
- スーパーグローバー（Super Glover）

アメリカで1970年代から2000年代まで放送されたコーナー。日本ではどちらも放送・販売された実績がある。スーパーグローバーが、困った人たちを救おうとしてドジをするのが毎度のオチである。
- スーパーグローバー 2.0（Super Glover 2.0）

アメリカで2020年代から放送されているコーナー、「スーパーグローバー」の続編。日本でもセサミストリートの中から日本語吹き替え版が視聴できる。
- ヒーローガイ（Hero Guy）

アメリカで2001年から2004年まで放送されたコーナー、日本では2002年から放送された。ベビーベアが空想に描いたキャラクターを主人公とした作品。テリーも何回か登場した。
- アーニーが教えてあげる（Ernie's Show and Tell）

アメリカで2001年から放送されたコーナー。子供たちがゲストとして登場し、アーニーが進行していた。
- アーニーをさがせ!（Journey to Ernie）

アメリカで2002年から放送されたコーナー、日本では2003年度に放送。ビッグバードがいろんな街（アニメ映像）などでエルモの箱を探しながらアーニーを探すという内容だった。
- モンスタークラブハウス（Monster Club House）

2002年から（日本では2003年から2004年まで）放送されたコーナー。ムーバー（シーズン33からグーゲル）、メル、ナーフ、グルーグル（シーズン33からフィービー）の4人がクラブハウスの中で何か楽しいことをするという内容だった。ホラティオ・ザ・エレファントも度々だが登場していたことがある。
- バートとアーニーのだいぼうけん（Bert and Ernie's Great Adventures）

アーニーとバートがさまざまな大冒険に出るというアニメ作品。日本ではディズニー・チャンネルで放送された。
- グローバル・グローバー（Global Glover）

グローバーが世界各国の旅に出るというショートコーナー、日本では独立番組として2011年1月17日からディズニー・チャンネルで放送された。

## 映画作品
- セサミストリート ザ・ムービー:おうちに帰ろう、ビッグバード!（Sesame Street Presents: Follow That Bird）

1985年8月2日に公開された長編映画、日本ではDVDスルーで2009年4月8日に発売された。
- エルモと毛布の大冒険（The Adventures of Elmo in Grouchland)

1999年10月1日に公開された長編映画、日本では2000年7月29日に公開された。
- セサミストリート（原題・邦題未定）配給：ワーナーブラザース

2022年1月14日公開の映画（日本での公開は未定）。
アメリカでは2021年1月15日に公開される予定だったが、新型コロナウイルス感染症（COVID-19）流行の影響で同年6月4日に変更されるも、2022年1月14日に再延期されている。

## ドキュメンタリー作品
- ストリートギャング セサミストリートにたどり着くまで（監督:マリリン・アグレロ）

2021年4月23日にサンダンス映画祭で公開されたドキュメンタリー映画、同年5月7日にはHBO Maxで配信された。日本では2023年9月23日から2024年6月22日までNetflixで配信され、2024年6月23日から「ストリートギャング セサミストリートが誕生するまで」というタイトルでU-NEXTで配信されている（参照）。このタイトルの由来はジャーナリストで作家のマイケル・デイビスが書いた実話の本『Street Gang: The Complete History of Sesame Street』から来ている。日本語音声・字幕あり。Netflix配信時では日本語版スタッフ・キャストが無かったが、U-NEXT配信時に初めて付いた。
- Through Our Eyes　小さな瞳に映る世界

2021年7月21日にHBO maxで配信された短編ドキュメンタリー、日本でもU-NEXTで配信されている（参照）。

## テレビ以外の日本でのメディア展開

### インターネットコンテンツ
- 2003年11月からインターネット・サービス・プロバイダのDIONでは、教育コンテンツとして「セサミBB」を提供していたが、2006年9月30日にサービスが終了となった。
- テレビ東京ブロードバンドによるセサミストリートの公式モバイルサイト
- 2009年10月から、以前からあったPC版の公式サイトの運営主体が、米国のセサミワークショップ（エージェント：株式会社ウィーヴ）に引き継がれている。内容も一新され、米国のサイトへのリード役と日本独自の情報発信の二つの役割を担っている。
- 定額制動画配信サービスのHulu（日本テレビグループ）でも2014年6月からの一時期、本番組（英語版のみ）と「エルモズワールド」（英語版・日本語吹替版）の一部シーズンを配信していたことがある[79]。
- 2015年に、YouTubeにSesame Street Japanを開設した。配信内容は、主に英語版の字幕版・吹き替え版[注釈 16]のほかに新作、セサミストリート:ELMO IN JAPANを投稿している。
- 2021年11月にU-NEXTが本番組の日本独占配信契約を締結。同月12日からテレビ番組や読み聞かせ動画、電子書籍の配信を開始することを発表した（U-NEXTでの配信を参照のこと）[80]。
- 2022年4月にYouTubeにて公開された「THE FIRST TAKE」において、日向坂46とのコラボレーションを行い、同メンバーの3人（加藤史帆・上村ひなの・髙橋未来虹）がエルモ、ジュリア、クッキーモンスターと共演した[41]。

## テーマパーク

### アメリカ合衆国
1980年7月にペンシルベニア州フィラデルフィアに「セサミプレイス」を開園。さらに2019年3月、テレビシリーズ50周年を記念して、フロリダ州にあるシーワールド・オーランド内に「セサミストリートランド」をオープンした。

### 日本
東京都あきる野市に「東京セサミプレイス」（1990年10月1日開園）という、セサミストリートをテーマにしたテーマパークがあった（東京サマーランド・東京ムツゴロウ動物王国に隣接）が2006年12月31日に閉園した。
大阪市にあるユニバーサル・スタジオ・ジャパン（USJ）では「セサミストリート 4-D ムービーマジック」があり、セサミストリートのキャラクターたちによる園内随所でのライブショーやウォークアラウンドも盛んに行われている。2011年3月31日に10周年を迎えたユニバーサル・スタジオ・ジャパンでは、14番のシアターにて、「セサミストリートのハッピーサプライズ」のショーが行われていた（2011年2月28日 - 2012年2月26日）。

## セサミストリートマーケット
日本において、公式のグッズ販売や飲食をセサミストリートマーケットとして事業展開している。オンライン通販のほか、実店舗「セサミストリートマーケット」を、東京の池袋地区にあるサンシャインシティ内で2023年11月30日にオープンした。

## 打ち切り騒動と放送局移管

### 補助金減額・中止騒動
制作局であるPBS（公共放送サービス）は公共放送ではあるが、日本のNHKやイギリスのBBCなどとは異なり、視聴者に受信料の支払いを求めない代わりにアメリカ合衆国連邦政府や各州政府による補助金、民間からの寄付金などによって賄われている。この為、議会議員の中から政府補助金の減額または取り止めを示唆する発言が行われる事もあり、結果的に本番組を巻き込む騒動に発展する事が度々発生している。
2012年10月に行われたアメリカ大統領選挙前のテレビ討論で共和党のミット・ロムニー候補がPBSへの補助金打ち切り政策の一例として「人気キャラクターの『ビッグバード』は好きだが、中国から借りた金（財政赤字）を増やしてまで国が支援すべきではない」と番組終了を匂わす発言をしたため、抗議デモまで発生した。この発言に民主党が、ロムニーはウォール街の富裕層を優遇する姿勢だという概要のネガティブ・キャンペーンCMを放送、これに対し共和党は「大統領は国民でなく、ビッグバードを助けるのに躍起になっている」と弁解している。
2021年11月、セサミワークショップは番組初のアジア系アメリカ人マペットとして、韓国系アメリカ人の新キャラクターであるジヨンが同月放送の特別番組にて登場することを発表した。これに対し、一部の保守系有力者が不満を示し、「公営放送PBSは正気ではない。我々はPBSに対する資金支援を中止すべき」との旨をTwitterに投稿したことが報じられた。

### HBO・Netflixへの移管
PBSからの協賛金が減らされていることに加え、インターネット動画配信サービスの普及に伴い、番組DVDやビデオソフトなどの売上も落ちていることから、2015年秋からタイム・ワーナー（現・ワーナーメディア）系列の有料ケーブルチャンネル「HBO」で本番組の新作を優先的に放送することになった。この合意に伴う制作資金の確保により、制作本数が増加したり、スピンオフシリーズの制作やインターネット上でのオンライン事業などといった新たなビジネスの展開でできるようになった。その一方で、有料チャンネルHBOを契約できない世帯にいる子どもへの選別の問題が生じた。これについては、HBOでの新作独占放映権が消滅する9か月後に、PBSが遅れネットすることで解決した。しかし、資金を出すHBOが番組に干渉して、これまでの制作手法や内容が変わる可能性も指摘されている。さらに、PBSは重要番組を手放すことにより、公共放送における責任を放棄しているとの批判の声も残る。
2024年にワーナーが2027年までにHBO及び動画配信サービスのMaxでの放送を終了することを発表。セサミワークショップは放映権の委託先を探すことになった。
その後、2025年5月20日にNetflixで2025年度以降の最新作の放映権が契約されたことが発表された。同年秋頃を目処に過去のシーズン含め、全世界に配信される予定。

## その他
当番組で使われている数字・アルファベットの書式はFuturaが多く使われているが、数字の「1」は上部のひげ飾りの部分が省略され小文字の「l」とほぼ似ている。「4」は斜線部と縦棒がつながっていない形になっている。
2018年11月16日、日本のユニバーサルミュージックから洋楽のクリスマスソングを収録したコンピレーション・アルバムである『ワンダフル・クリスマス』（規格品番：PROT-1238）がタワーレコード限定で発売され、そのジャケットデザインに『セサミストリート』のマペットキャラクター（イラスト）が起用された。なお、ジャケットにマペットキャラクターが描かれているが、アルバムに『セサミストリート』およびマペット関連の曲は一切収録されていない。同アルバムは2020年11月13日に同品番で再発売されているが、再発売盤はジャケットデザインが変更されており、マペットキャラクターは起用されていない。
2019年に番組開始50年になるのを記念して、同年5月にニューヨーク市内の通りに「セサミストリート」が実際に命名された。HBOが制作している人気ドラマ番組とのコラボレーションも行い、エルモが『ゲーム・オブ・スローンズ』に、クッキーモンスターが『ウエストワールド』にそれぞれゲスト出演している動画が公開された。
2023年10月30日、ハリウッド・レポーターは、セサミストリートが長年の「雑誌」フォーマットを廃止し、11分のストーリーセグメントを2つと新しいアニメーションシリーズ「Tales from 123」と組み合わせた、より物語的なフォーマットを選択すると報じた。